# Krma, Julijske Alpe
Krma je najvzhodnejša in najdaljša izmed treh ledeniških alpskih dolin pri Mojstrani na Gorenjskem (zahodno od Krme je dolina Kot in nato še Vrata). Krma je izhodišče za mnoge pohode in gorske vzpone v Triglavskem narodnem parku, približno na dveh tretjinah doline se nahaja Kovinarska koča v Krmi (892 m), zadnje parkirišče pa je Pri lesi, 944 m. Dolina v zgornjem poteku nima vodnih izvirov, pojavijo se šele na prehodu v dolino Radovna ob njenem izteku (potok Krmarica).
Planina Spodnja Krma je v sredini dolinskega dna, tam, kjer je Kovinarska koča. Zgoraj pa se na travniku z imenom Polje dolina uvije proti severu in nad dolinskim pragom je planina Zgornja Krma, na kateri stoji pastirska koča.
Na vzhodni strani se nad Krmo dvigajo vrhovi: Debela peč (2014 m), Lipanski vrh (1965 m), Debeli vrh (1959 m), Mali Draški vrh (2132 m), Veliki Draški vrh (2240 m) in Tosc (2273 m); na zahodni strani pa Macesnovec (1927 m), Luknja peč (2248 m) in Rjavina (2532 m). 